# Autoroute A46
L’autoroute A 46 è un'autostrada francese, parte della strada europea E15, che si sviluppa nella parte orientale dell'area metropolitana di Lione. Ha inizio dall'intersezione con l'A6 ad Anse e passa per Rillieux-la-Pape e Vaulx-en-Velin, dove si interrompe con l'inizio della N346. Riprende con la fine della statale, allo svincolo con l'A43, serve Saint-Priest e finisce in corrispondenza dello svincolo con l'A7, a Chasse-sur-Rhône.